# Łajsy (powiat olsztyński)
Łajsy – wieś w Polsce na Warmii położona w województwie warmińsko-mazurskim, w powiecie olsztyńskim w gminie Gietrzwałd na trasie linii kolejowej Olsztyn – Ostróda (stacja PKP Unieszewo). 
W latach 1975–1998 miejscowość administracyjnie należała do województwa olsztyńskiego

## Nazwa
Polska nazwa wsi pochodzi od pruskiej (niem.): Leyßen, do 1945  Laissen. Miejscowość położona w dolinie nieistniejącego już jeziora Marung (o jego istnieniu donoszą kroniki gminy Gietrzwałd.

## Zabytki
Do wojewódzkiego rejestru zabytków wpisane są obiekty:
- zespół pałacowy z końca XIX-XX: 
  - pałac przy dawnym folwarku, wybudowany w latach 1881-82 w stylu pseudoklasycystycznym[4]. Obiekt piętrowy, wielobryłowy z czteropiętrową wieżą postawioną na planie kwadratu.
  - zabytkowy spichlerz zbożowy (obecnie budynek biurowy),
  - park.
- krzyż przydrożny obok dawnej szkoły – zabytki te wskazują na dawne zasiedlenie wsi przez społeczność warmińską;

Miejscowy przemysł/gospodarka: gospodarstwo rolne o profilu produkcji zboża, stolarnia, hurtownia chemiczna.
Inne miejscowości o nazwie Łajsy: Łajsy